# نيقولاي غوغول
نيقولاي فاسيليفتش غوغول (بالروسية: Никола́й Васи́льевич Го́голь الأوكرانية: Микола Васильович Гоголь) هو كاتب روسي. يُعد من آباء الأدب الروسي. وُلد في 1 أبريل 1809 وتوفي في 4 مارس 1852. من أعماله الأكثر شهرة رواية النفوس الميتة وقصته القصيرة المعطف، بالإضافة إلى المسرحيتين الكوميديتين المفتش العام وزواج.

## مسيرة حياته
نيقولاي غوغول من أكبر روائيي ومسرحيي الأدب الروسي. يعتبر واحدا من مؤسسي المدرسة الواقعية في الأدب الروسي في القرن التاسع عشر. كان يكتب بإسلوب كوميدي ساخر. تعتبر النفوس ميتة أهم رواياته مع أنها لم تكن كاملة لأنه حرق بقيتها قبل أن يتوفى بعد اصابته بلوثة عقلية؛ كان السبب فيها قسيسا أدخل أفكاراً تحريمية في دماغه [بحاجة لمصدر].

## نشأته
ولد غوغول في قرية سورتشينتسي قرب مدينة بولتافا الأوكرانية. تأثر في صغره بطريقة حياة الفلاحين في الريف الأوكراني، وتقاليد شعب القوزاق وفولكلوره الغني. وكان أبوه كاتب مسرحيات من وحي الفلكلور الأوكراني. التحق غوغول بالمدرسة العليا في نيجين، وظهرت مواهب غوغول الأدبية والفنية في سن الثانية عشرة، ونشر له أشعارا في مجلة هناك، وكان قد قلد العجائز في مسرح المدرسة بطريقة كوميدية.
في سنة 1828 وبعد تخرجه من المدرسة، ذهب غوغول إلى العاصمة سانت بطرسبورغ باحثاً عن وظيفة في السلك الحكومي، لكنه لم يجد عملاً، وتعرض للكثير من المتاعب المادية. حاول العمل ممثلاً، ولكنه لم ينجح في الاختبارات، فحاول أن يسلك طريقا أخر ويعمل شاعراً، فنشر على حسابه ديوان شعر عاطفي سرعان ما فشل فشلاً ذريعاً، فقام على إثرها بجمع كل نسخ الديوان وحرقها. وفكر أن يغادر روسيا ويهاجر إلى امريكا. استقل غوغول مركباً وسافر إلى ألمانيا على أمل أن يكمل المشوار إلى أمريكا من هناك. ولكنه أفلس في ألمانيا، ولم يبق معه من المال ليتابع السفر إلى أمريكا. فقرر الرجوع إلى سانت بطرسبورغ. وهناك أخذ يبحث عن عمل من جديد، حتى وجد وظيفة حكومية براتب متواضع جداً. بعد مرور ثلاثة أشهر استطاع العمل في وظيفة حكومية ثانية، ولكنه تركها أيضا بعد مرور عام ليدرس التاريخ في مدرسة داخلية للبنات.

## اشتهاره
ابتدأ غوغول في نفس الوقت يكتب قصصا في بعض المجلات، وكانت مواضيعها عن ارياف أوكرانيا وعن معيشة الفلاحين في القرى هناك، وأدخل في القصص حكايات عن العفاريت والسحرة استخلصها من الفولكلور الأوكراني بأسلوب مضحك استعمل فيه ألفاظا وأمثالا شعبيه أوكرانية. في تلك الأيام كان هذا الأسلوب جديدا في الأدب الروسي مما لفت أنظار القراء والنقاد اليه. في الفترة (1831 - 1832) كتب ثمانية حكايات انتشرت في مجلدين بعنوان «أمسيات في مزرعة قرب ديكانكا» (بالروسية: فيتشيرا نا خوتوري بليز ديكانكي)، وفجأة أصبح غوغول من المشاهير بين كتاب ونقاد كبار أمثال بوشكين، وفاسيلي جوكوفسكي وسيرغيي أكساكوف وفيساريون بلنسكي أصبحوا مهتمين به.
في سنة 1834 عين غوغول في جامعة سانت بطرسبورغ استاذا مساعدا في أدب العصور الوسطى، ولكنه وجد نفسه غير قادر على مثل هذا العمل، فتركه بعد سنة، وبدأ التحضير لنشر مجموعات قصصية جديدة في كتابين هما «ميرجورود» و«أرابيسك» اللذين نشرهما سنة 1835. كانت الأربع قصص التي كونت مجموعة «ميرجورود» تكملة لمجموعة قصص «أمسيات في مزرعة قرب ديكانكا»، لكن غوغول استبدل فيهم أسلوبه الرومانسي بالأسلوب الواقعي التشاؤمي الذي يعكس انعدام القدرة على التجاوب مع الحياة، وفي نفس الوقت انعدام القدرة على الهروب منها. وتجلى ذلك في قصة «مشاجرة إيفان ايفانوفيتش وإيفان نيكيفوروفيتش» التي كانت فكاهية، ولكن مليئة بالمرارة من قسوة الحياة. وفي قصة «مُلاك زمان» على الرغم من كل الفكاهة التي كانت تشوبها سخرية من عجوزين عاشا من أجل الأكل، ولم يستطيعا فعل أي شيء غير الأكل في حياتهما. وفي قصة «مذكرات مجنون» البطل «زابيسكي سوماسشيدشي جو» موظف صغير قليل القيمة يعاني من الكبت، فعوض عنه بجنون العظمة (ميجالومانيا) الذي تطور معه إلى أن دخل مستشفى المجانين.
قصة تراس بولبا كانت أيضا من ضمن مجموعة ميرجورود التي غيرها غوغول سنة 1845 بإضافة ثلاثة فصول. والقصة تحكي عن الصراع الذي دار ما بين القرنين الخامس عشر والسابع عشر بين أوكرانيا الأرثوذكسية وبولندا الكاثوليكية، والتي لقيت نجاحا كبيرا في روسيا، واعتبرها غوغول واحدة من قصصه المحظوظة. تراس بولبا في القصة يصارع قمع حريات الناس واستسلام الناس لثقافات من خارج بلادهم. أُنتج فيلم هوليوودي سنة 1962 يحكي قصة تاراس بولبا.

## كوميديا المفتش العام
غوغول كان يثق جدا في رأي وذوق بوشكين الأدبي، ونشر سنة 1863 في مجلته الأدبية «قصة العربة» التي تعتبر بلا منازع من احسن قصصه الساخرة، وقصته الغريبة السريالية الفكاهية «الأنف». واستوحى غوغول من بوشكين فكرة مسرحية «المفتش العام» ورواياته البديعة «النفوس الميتة» التي تعتبر من أحسن الروايات المكتوبة في تاريخ الأدب الروسي بشكل خاص، والأدب العالمي بشكل عام.
كوميديا «المفتش العام» هاجمت وسخرت بدون رحمة من النظام البيروقراطي الفاسد في عهد القيصر نيقولا الأول. وباختصار تحكي كوميديا المفتش العام أن المسؤولين والموظفين الفاسدين في أحد أقاليم البلاد استقبلوا رجلاً سمينا جميل الهندام، وظنوا أنه «المفتش العام». وأخذوا يقدمون له الرشاوي ويدعونه إلى المآدب لكي يغض بصره عن فسادهم الوظيفي. وبعد مغادرته احتفلوا بأنهم تمكنوا من الضحك عليه، وأثناء احتفالهم بنصرهم وصل «المفتش العام» الحقيقي فأصابهم الرعب. عرضت الكوميديا مرة واحدة في روسيا في 19 إبريل/ نيسان 1836 بأمر مباشر من القيصر نيقولا، وبعدها قامت ضجة كبيرة في الجرائد وفي الدوائر الحكومية، فمنعت من العرض مرة ثانية، ولدرجة أن غوغول اضطر إلى مغادرة روسيا في يونيو/ حزيران 1836 وتوجه إلى روما ومكث فيها بطريقة متقطعة حوالي 6 سنوات (لغاية سنة 1842).
شعر غوغول بالراحة في إيطاليا ولقى في روما الجو الديني الذي كان يميل اليه. وهناك قابل رسام اللوحات الدينية «الكسندر إيفانوف» الذي كان يعمل في روما وأصبحا صديقين. وقابل واندمج مع السياح والمهاجرين الأرستقراطيين الروس وكانت منهم الأميرة الروسية زينايدا ڤولكونسكي التي كانت قد استقرت في إيطاليا بعد اعتناقها للمذهب الكاثوليكي، والتي كانت تناقش المواضيع الدينية في جلساتها.

## رواية النفوس الميتة
غوغول كتب جزء من رواية النفوس الميتة في سويسرا (خريف 1836)، وكتب جزءا أخر في باريس (نوفمبر 1836 - فبراير 1837)، لكن روما كانت المكان الذي كتب فيه غوغول معظمها (1837 - 1838). أطلق غوغول على هذه الرواية اسم «ملحمة» التي تصور روسيا الإقطاعية بنظام القنانة، والنظام البيروقراطي الفاسد الذي كان سائدا في تلك الأيام. غوغول كتب الجزء الأول من الرواية خلال حوالي 8 سنوات (من 1834 إلى 1842)، وقرأ لبوشكين الفصول الأولى التي جعلت بوشكين يشعر بكآبة إلى أن صرخ «يا إلهي! يا حزن روسيتنا».
مختصر الرواية إن بطلها «تشيتشيكوڤ» الرجل النصاب الماكر الذي أراد أن يغتني ثانية بعد أن خسر ثروته. فأعد خطة ذكية لكن إجرامية، بأن يشتري من ملاك الإقطاعات أرواح العبيد الذين كانوا يعملوا عندهم وماتوا من فترة قريبة ولكن لم يتم تسجيل وفاتهم في السجلات الحكومية، وبذلك فهم لا يزالون على قيد الحياة.فعندما يتصل تشيتشيكوڤ بالملاك كانوا يفرحوا بالموضوع لانهم كانوا يدفعوا ضرائب للدولة عن عبيد غير موجودين. تشيتشيكوڤ كان ينوي رهن الأرواح إلى البنوك ويستقرض مالا ليتمكن من العيش كرجل محترم في إقليم بعيد لا أحد يعرفه هناك.
في هذه الرواية خلق غوغول شخصيات كثيرة بسلوك ونفسيات مختلفة، اشتهرت في روسيا بأسمائها. وطوال الرواية كان بطلها تشيتشيكوڤ يتنقل من بلد إلى بلد، عندما يشعر أن سره انكشف، وكان في كل مرة يقابل شخصيات جديدة. وبأسلوب فكاهي متمكن أرانا كيف كان يُعامَلُ العبيد في تلك الأيام، وكيف كان يتم شرائهم مثل الحيوانات.
نشر الجزء الذي كتبه غوغول من روايته النفوس الميتة سنة 1842 بعدما رفضت الرقابة نشرها تحت عنوانها «الملحمة» بحجه أن غوغول بهذا العنوان «يعترض على فكرة الخلود»، وإنه من الأفضل تسميتها «مغامرات تشيتشيكوڤ أو الأرواح الميتة» فوافق غوغول لحاجته في ذلك الوقت للمال.
في نفس السنة غوغول نشر بعض من روايته القصيرة، كان من ضمنها رواية «المعطف» التي وصفها الأديب العملاق دوستويفسكي بأنها «الرواية اللي خرجت من عباءتها كل الروايات الواقعية التي ظهرت في روسيا». تحمس القراء والنقاد في روسيا للجزء الذي نشر من الأرواح الميتة، وشعروا أن غوغول من الممكن أن يملأ الفراغ الأدبي الذي حل في روسيا بعد وفاة أمير الشعراء بوشكين المفاجئ في 1837 . وبهذه الرواية تربع غوغول على قمة الهرم الأدبي في روسيا. لكن غوغول لم يكن مقتنعاً جداً بالذي كتبه، وكتب جواب للشاعر چوكوڤسكي قال فيه «ان الذي نشر لا يساوي شيئا مما سيكتبه».
بدأ غوغول النظر للموضوع من منظور شخصي. وتسللت لرأسه فكرة دينية فحواها أن الرب حباه بموهبة أدبية كبيرة ليس فقط ليعاقب الفساد عن طريق إضحاك الناس، لكن ليُظهر لروسيا الطريق الصحيحة للعيش في عالم شرير. في مارس / آذار سنة 1841 غوغول كتب لأحد أصدقائه في موسكو: «مشيئة ربنا المقدسة.. مثل هذه الأفكار ليست من وحي البشر. لا يوجد إنسان يمكن أن يفكر في هكذا موضوع». وعلى هذا الاساس قرر غوغول انه يكمل روايته على انها مثل «كوميديا إلاهية» نثريه. واعتبر الجزء الذي نشر يمثل بالنسبة لروسيا جحيم دانتي في الكوميديا الإلهية.

## هوس ديني ونهاية روائي كبير
وبهذا دخل غوغول في متاهة دينية، ووجد نفسه غير قادر على اكمال الرواية. كتب غوغول في اعترافات مؤلف: «جلست لكي أكتب فوجدت نفسي غير قادر أن أكتب شيئاً. في كل مرة كنت أحاول الكتابة كان الموضوع ينتهي بمرض وتعب، إلى أن توقفت عن الكتابة لمدة طويلة».
خلال عشر سنين كتب غوغول الجزء الثاني من روايته (من 1842 لـ 1852)، ولم يكن راضيا عن ما كتبه. وخطرت في دماغه فكرة أن الرب، لسبب ما، لا يريد أن يكون غوغول هو من يرشد الناس لحياة أكثر خيرا. لكن على الرغم من ذلك قرر أنه يمكن أن يقوم بتوصيل الفكرة والعمل كمعلم وواعظ بدون أن يستخدم قدراته الفنية، فكتب «مختارات من مراسلاتي مع اصدقائي» (1847) وهي عبارة عن مجموعة من الخواطر. وكانت النتيجة بشعة جداً، حيث قام القراء والنقاد بمهاجمة الكتاب، وكان من ضمنهم الناقد الكبير بلينسكي الذي كان معجبا بغوغول ومادحا له طوال الوقت، وكتب له جواب قال له فيه أنه بكتابه هذا أصبح «واعظ جلاد يدافع عن الظلمات وأبشع أنواع القهر». بهذا الهجوم شعر غوغول انه فعلاً مذنب كبير، وأن الرب تخلى عنه بالكامل، فأصيب بوسواس ديني وبدأ يكتر صلواته ويبعد أكتر عن الحياة والمجتمع، وفي سنة 1848 ذهب إلى بيت المقدس لكي يحج لكنه لم يشعر بالراحة. وعندما عاد إلى روسيا أخذ ينتقل من مكان إلى مكان إلى أن استقر في موسكو، وهناك قابل قسيسا متطرفا دينيا اسمه «الأب ماتفي كنستنينوڤسكي» الذي أدخل في دماغه أفكاراً تحريمية غريبة وسيطر عليه، وأمره بفعل أشياء. وكان منها أن يقوم بحرق مخطوط الجزء الثاني من روايته «أرواح ميتة» الذي لم يكن قد نشره بعد، فحرق غوغول المخطوط يوم 24 فبراير / شباط سنة 1852، وبعدها بعشر أيام مات نتيجة الصيام المتواصل وهو مصاب بلوثة شبه جنونية[بحاجة لمصدر].

## أثره ومكانته الأدبية
بالرغم من اللوثة الدينية التي أُصيب بها غوغول ودمرت عبقريته الأدبية، كان تأثير غوغول في الأدب الروسي كبيرا جداً. رواياته «أرواح ميتة» ولو إنها ناقصة، و«المعطف»، ومسرحيته «المفتش العام» أسسوا مدرسة أدبية جديدة في روسيا إسمها «المدرسة الطبيعية» (natural school) البعيدة عن المدارس «الرومانسية» (romantic school) و«الخطابية» (rhetorical school) التي كانت سائدة قبله. غوغول كان من أوائل الأدباء الروس الذين أظهروا لروسيا نفسها. على عكس أسلوب الكتابة الكلاسيكية - الواقعية (classical-realistic) الذي أسسها أمير الشعراء بوشكين والتي استخدمها فيما بعد كتاب أمثال ليف تولستوي وتورجينيف، أسلوب كتابات غوغول انتقل لكتاب أمثال دوستويفسكى واندريه بيلي الذين أثروا بدورهم في كتاب كثيرين آخرين في فترة ما بعد الثورة الروسية. واقعية غوغول الاتهامية لقت مؤيدين كثيرين كان منهم الأديب الساخر «ساليكوف چخدرين». غوغول أيضا أوجد شخصية «الرجل الصغير» كبطل في الأعمال الأدبية.

## أعمال نيقولاي غوغول
روايات:
- النفوس الميتة (1842 - كان من المخطط أن تكون الجزء الأول من ثلاثية)

مسرحيات:
- المفتش العام (مسرحية)
- الزواج (مسرحية)

قصص:
- ميرجورد، مجموعة من القصص القصيرة:
  - تاراس بولبا
  - ايڤان ايڤانوفيتش وايڤان نيكيڤوروڤيتش
  - مُلاك أيام زمان
  - ڤيي
- الأمسيات في قرية قرب ديكانكا، مجموعة من القصص القصيرة في مجلدين:
  - ايڤان ڤيودوروڤيتش شبونكا وعمته
  - ليلة عيد الميلاد
  - الرسالة المفقودة
  - ليلة في مايو
  - المنطقة المسحورة
- الزخرفة العربية (الآرابسك)، مجموعة من القصص القصيرة:
  - البورتريت
  - شارع نيفسكي
  - مذكرات مجنون
- المعطف
- الأنف
- العربة

## روابط خارجية
- نيقولاي غوغول على موقع IMDb (الإنجليزية)
- نيقولاي غوغول على موقع الموسوعة البريطانية (الإنجليزية)
- نيقولاي غوغول على موقع ألو سيني (الفرنسية)
- نيقولاي غوغول على موقع ميوزك برينز (الإنجليزية)
- نيقولاي غوغول على موقع ميوزك برينز (الإنجليزية)
- نيقولاي غوغول على موقع أول موفي (الإنجليزية)
- نيقولاي غوغول على موقع قاعدة بيانات برودواي على الإنترنت (الإنجليزية)
- نيقولاي غوغول على موقع قاعدة بيانات برودواي على الإنترنت (الإنجليزية)
- نيقولاي غوغول على موقع إن إن دي بي (الإنجليزية)
- نيقولاي غوغول على موقع ديسكوغز (الإنجليزية)